# Karl Müller (Germanist)
Karl Müller (* 16. Juni 1950 in Puch bei Hallein) ist ein österreichischer Germanist. Er ist Universitätsprofessor für Neuere Deutsche Literatur an der Universität Salzburg, im Ruhestand.

## Leben
Müller veröffentlicht zur österreichischen Literatur, zur Geschichte der Literaturwissenschaft und zur Literaturpolitik. Er liest darüber hinaus an nationalen wie internationalen Universitäten.
Karl Müller war Gastprofessor in Debrecen, Lemberg, Amsterdam und Leiden, ist Vorsitzender der Theodor Kramer Gesellschaft seit 1996, Mitglied des P.E.N.-Clubs, erhielt den Wissenschaftspreis des Fonds der Landeshauptstadt Salzburg (1998) und das Große Verdienstzeichen des Landes Salzburg (2010), ist Leiter des Online-Projektes „Österreichische SchriftstellerInnen des Exils seit 1933“, ist Mitglied des Zentrums für Jüdische Kulturgeschichte und des Kuratoriums des Stefan-Zweig-Zentrums an der Universität Salzburg.
Er publizierte Arbeiten zur Literarischen Antimoderne Österreichs seit den 30er-Jahren (1990), zum rot-weiß-roten Kulturkampf gegen die Moderne (1992), Biographien über Karl H. Waggerl (1997), Tobias Reiser (2011), Wastl Fanderl und die Volkskultur im Wandel der Zeit (2012). Er veröffentlichte Sammelbände und Arbeiten zur Literatur der Inneren Emigration (1998), über Ödön von Horváth (2001), zur Jiddischen Kultur und Literatur aus Österreich (2004), über Diaspora – Exil (2006), Österreich 1918 und die Folgen (2010), über Krieg und Literatur (2012) und Stefan Zweig (2012) sowie zahlreiche Aufsätze zur Literatur des 20. Jahrhunderts, u. a. über Nationalsozialismus und Literatur, Krieg und Literatur, „Heimat“, Hugo von Hofmannsthal, die Salzburger Festspiele, Abraham Sutzkever, Hans Lebert, Richard Billinger, Mira Lobe, Hermann Nitsch, Elisabeth Reichart, Satire und Kabarett, Thomas Bernhard, Fred Wander, Hans Schwerte, Jean Améry, Salzburger Komponisten zwischen 1800 und 1850, Wilhelm Keller u. a. m.
Karl Müller ist überdies als Klarinettist Amateurmusiker, Tanzlmusikant, Orchestermusiker, Mitglied des Kammermusik-Ensembles „Quadrophonie“ und Vorsitzender des „Salzburger Musikvereins“ (seit 2013).

## Publikationen (Auswahl)

### Autorenschaft
- Zäsuren ohne Folgen. Das lange Leben der literarischen Antimoderne Österreichs seit den 30er Jahren. Otto Müller, Salzburg 1990
- Hans Schmid 1893-1987. Ein Komponistenleben. Salzburg 1993
- Karl Heinrich Waggerl. Eine Biographie mit Bildern, Texten und Dokumenten. Otto Müller, Salzburg 1997

### Herausgeberschaft

#### Bücher
- mit Gert Kerschbaumer, Hg.: "Begnadet für das Schöne." Der rot-weiß-rote Kulturkampf gegen die Moderne. Verlag für Gesellschaftskritik, Wien 1992 ISBN 3851151607[2]
- Literatur der inneren Emigration aus Österreich. Hrsg. Johann Holzner und Karl Müller. Zeitschrift "Zwischenwelt", Theodor Kramer Gesellschaft, 6. Döcker, Wien 1998
- "Nichts Komplizierteres heutzutage als ein einfacher Mensch." Beiträge des Internationalen Karl Heinrich Waggerl Symposions in Wagrain 1997. Hrsg. Karl Müller. Otto Müller Verlag, Salzburg 1999
- "Geboren in Fiume." Ödön von Horváth. Ein Ödön von Horváth-Buch mit komplettem Werkverzeichnis im Anhang. Hrsg.: Ute Karlavaris-Bremer, K. M. und Ulrich N. Schulenburg. Löcker und Thomas Sessler Verlag, Wien 2001
- Jiddische Kultur und Literatur aus Österreich. Hrsg.: Armin Eidherr und K. M. für die Theodor Kramer Gesellschaft. Theodor Kramer Gesellschaft, Wien und Drava, Klagenfurt 2003[3]
- Bruno Schwebel: Das andere Glück. Erinnerungen und Erzählungen. Aus dem mexikanischen Spanisch mit Hilfe des Autors und Diethild Starkmeths übersetzt von Jutta A. Lupprich. Hrsg.: Christian Kloyber und K. M. Theodor Kramer Gesellschaft, Wien 2004
- Hermine Weixlbaumer-Zach: Wer deutet wohl die Zeichen? Gesammelte Texte – Prosa und Lyrik. Hrsg.: Max Faistauer, Karl Müller, Max Stitz. Rupertus, Schwarzach im Pongau 2006
- mit Peter Roessler, Hg.: Theodor Kramer: Ausgewählte Gedichte. Mit einem Nachwort von Peter Roessler. Theodor Kramer Gesellschaft, Wien 2018. ISBN 978-3-901602-79-5
- mit Peter Roessler, Hg.: Theodor Kramer: Wir lagen in Wolhynien im Morast... Und weitere Gedichte zum Ersten Weltkrieg. Mit einem Nachwort von Peter Roessler. Theodor Kramer Gesellschaft, Wien 2023. ISBN 978-3-903522-09-1

#### Zeitschriften
- Chilufim. Zeitschrift des Zentrums für jüdische Kulturgeschichte an der Universität Salzburg
- Deutsche Bücher. Forum für Literatur. Autorengespräch – Kritik – Interpretation. Hrsg.: Hans-Peter Ecker (Bamberg), Ferdinand van Ingen (Amsterdam), Hartmut Laufhütte (Passau), Karl Müller, Bodo Plachta (Amsterdam). Weidler, Berlin. Erschienen sind Nrn. 4.1974 - 39.2009[4] ISSN 0167-2185
- Modern Austrian Literature. Journal of the Modern Austrian Literature ans Culture Association. Hg. Maria-Regina Kecht, Rice University Houston[5]

#### CD-Buch-Kompilation
- Vorweihnachtliche Lieder von Tobi und Tobias Reiser. Lieder für das Salzburger Adventsingen (1946-1999). Hrsg.: Karl Müller und Josef Radauer unter Mitarbeit von Pepi Wimmer. Profil-Verlag Kurt Vössing, Gütersloh 2004 (2 CDs & Buch)

## Notizen
1. ↑  Land Salzburg: Auszeichnungen für Menschen mit Vorbildwirkung, vom 27. April 2010
2. ↑  weitere Beiträge von Oliver Rathkolb und Othmar Peter Zier
3. ↑  "Wir widmen diesen Band dem Andenken unseres Kollegen und Freundes Armin A. Wallas 1962-2003"
4. ↑  Quartalsschrift. Bis 2000: Verlag Rodopi, Amsterdam. Zunächst mit UT: Referateorgan deutschsprachiger Bücher
5. ↑   K. M. ist Mitglied des Editorial Board

| Personendaten    | Personendaten              |
| ---------------- | -------------------------- |
| NAME             | Müller, Karl               |
| KURZBESCHREIBUNG | österreichischer Germanist |
| GEBURTSDATUM     | 16. Juni 1950              |
| GEBURTSORT       | Puch bei Hallein           |